# نيستور ميرلو
نيستور ميرلو (بالإسبانية: Néstor Merlo)‏ (31 يوليو 1960 ببوينس آيرس في الأرجنتين - ) هو لاعب كرة قدم أرجنتيني في مركز حراسة المرمى. لعب مع أرسنال ساراندي وإستوديانتيس دي لا بلاتا وبوكا جونيورز وتشاكاريتا جيونيورز وديبورتيفو إسبانول وكيلمس وتشاكو للأبد ‏ وSan Martín de Burzaco ‏ ونادي أتليتيكو ألدوسيفي.

## وصلات خارجية
- نيستور ميرلو على موقع قاعدة بيانات كرة القدم.إي يو (الإنجليزية)